# Séricorne brun
Sericornis humilis
Espèce
Statut de conservation UICN

 LC  : Préoccupation mineure
Le Séricorne brun (Sericornis humilis) est une espèce de passereau de la famille des Acanthizidae.

## Répartition
Il fréquente les forêts tempérées de Tasmanie.

## Taxonomie
Il est parfois considéré comme une sous-espèce du Séricorne à sourcils blancs.